# Publius Terentius Varro Atacinus
Publius Terentius Varro Atacinus (82 př. n. l. – 37 př. n. l.) byl antický římský básník.
Jméno Atacinus získal podle místa svého původu tj. Ataku v Galii. Jinak se o jeho životě ví velmi málo informací.

## Dílo
Většina jeho díla byla psána hexametrem.
- Bellum Sequanicum, oslava Caesarova vítězství v Galii.
- Chorografia
- Ephemeris
- Argonautica, jedná se o překlad a přebásnění díla alexandrijského básníka od Apollónia Rhodského pravděpodobně ze 3. století př. n. l..

Z děl ostatních autorů je patrné, že psal i satirické a erotické básně, které se však nedochovaly.